# Turów (Żórawina)

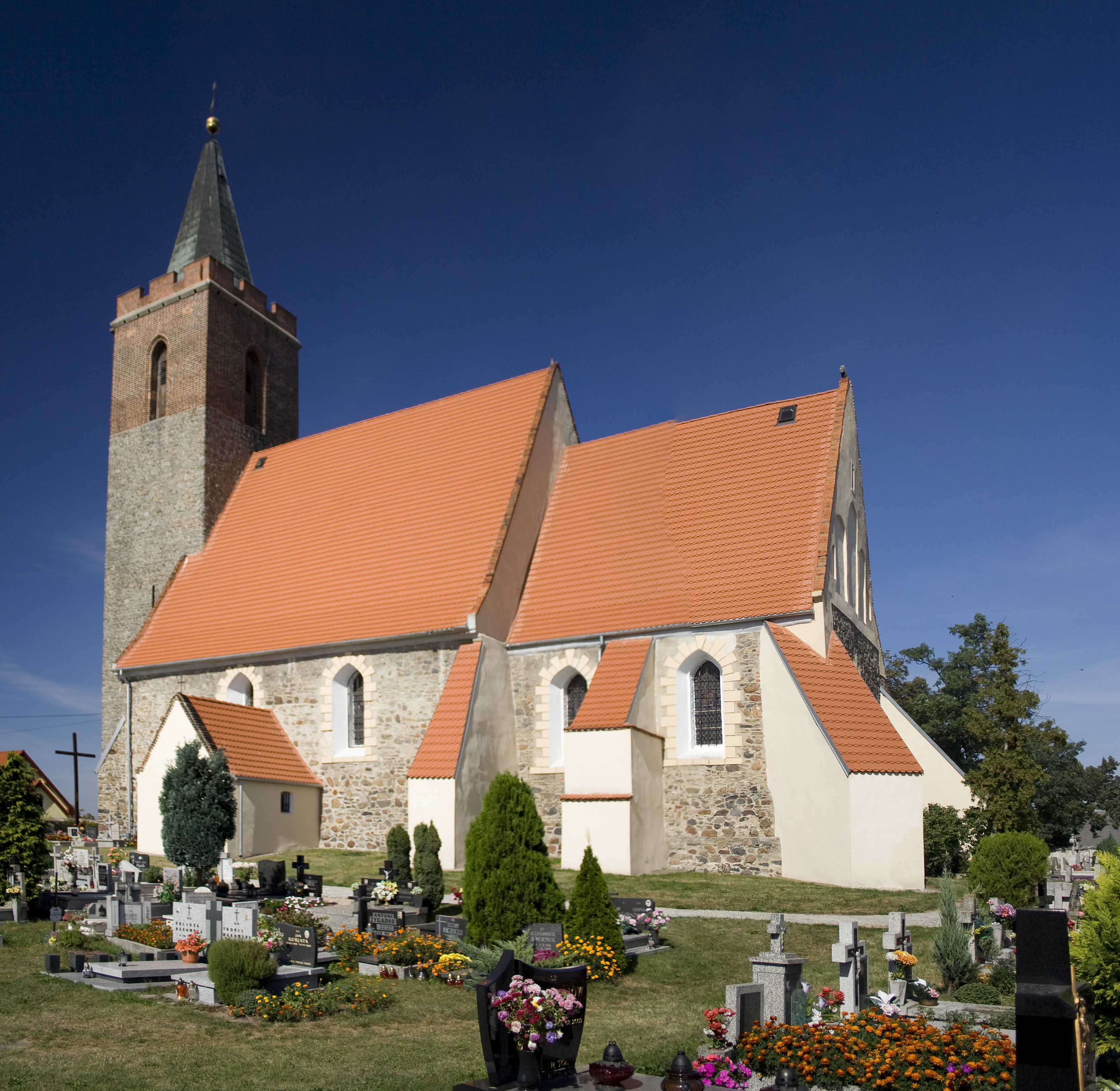
Pfarrkirche

Turów (deutsch: Thauer) ist ein Dorf in der Gemeinde Żórawina (Rothsürben) im Powiat Wrocławski (Kreis Breslau)  der Woiwodschaft Niederschlesien in Polen.

## Lage
Nachbarorte sind Mędłów (Mandelau) im Nordwesten, Żórawina (Rothsürben) im Südwesten, Wojkowice (Weigwitz) im Süden, Ozorzyce im Nordosten, Mnichowice (Münchwitz) im Südosten.

## Geschichte
Der Ort wurde 1260 als „Thurow“ und 1360 als „Tawraw“ erwähnt. In einer Urkunde von 1260 gestattete der Breslauer Bischof Thomas I. dem Leutpriester von Thauer, den an die Kirche angrenzenden Acker, mit Ausnahme von drei Hufen, die sich der Pfarrer zur Bearbeitung selbst vorbehalten hatte, nach deutschem Recht auszusetzen. 1265 wird ein Pfarrer Johannes vom Hl. Kreuz zu Turow genannt. 1395 erwähnt eine Urkunde die St. Michael geweihte "ecclesia parochialis" in Turow. Nach dem Ersten Schlesischen Krieg fiel Thauer mit dem größten Teil Schlesiens 1741/42 an Preußen. Die alten Verwaltungsstrukturen wurden aufgelöst und Thauer in den Landkreis Breslau eingegliedert, mit dem es bis 1945 verbunden blieb. Grundherr war bis zur Säkularisation in Preußen 1810 die Kommende Corpus Christi in Breslau, danach das königliche Rentamt. 
1845 zählte das Dorf 17 Häuser, eine Freischoltisei, 126 Einwohner (53 katholisch und der Rest evangelisch), eine katholische Majoratskirche unter königlichem Patronat (Filialkirche der Pfarrkirche von Rothsürben), eingepfarrt: Thauer, Barottwitz, Boguslawitz, Grunau, Irrschnoke, Mandel, Mellowitz, Münchwitz, Oderwitz, Reppline, Tschauchelwitz, Unchristen, Weigwitz, Zweihof und Schockwitz, eine seit 1757 erwähnte katholische Schule mit einem Lehrer, seit 1823 unter der Kollatur des Fiskus und des Breslauer Fürstbischofs, ein Schmied und ein Wirtshaus.
Als Folge des Zweiten Weltkrieges fiel Thauer 1945 mit dem größten Teil Schlesiens an Polen und wurde in Turów umbenannt. Die deutsche Bevölkerung wurde, soweit sie nicht vorher geflohen war, 1946/47 vertrieben. Die neu angesiedelten Bewohner waren zum Teil Vertriebene aus Ostpolen, das an die Sowjetunion gefallen war. 1975 bis 1998 gehörte Turów zur Woiwodschaft Breslau.

## Sehenswürdigkeiten
- Pfarrkirche Mariä Geburt[3]